# سیانید کادمیم
سیانید کادمیم (به انگلیسی: Cadmium cyanide) با فرمول شیمیایی Cd(CN)۲ یک ترکیب شیمیایی با شناسه پاب‌کم ۶۸۳۳۵ است. که جرم مولی آن 164.45 g/mol می‌باشد. شکل ظاهری این ترکیب، بلورهای مکعبی سفید است.